# Лебедев, Андрей Александрович
Андре́й Алекса́ндрович Ле́бедев (род. 1974, Сыктывкар, СССР) — российский дирижёр. Лауреат Национальной театральной премии «Золотая маска» в номинации «Опера. Работа дирижёра». Дирижёр Московского театра «Новая Опера» им. Е. В. Колобова. Дирижёр симфонического оркестра Российской Академии музыки им. Гнесиных. Дирижёр Центра оперного пения Галины Вишневской. Доцент кафедры оперного-симфонического дирижирования Российской академии музыки им. Гнесиных.

## Биография

### Образование
В 1988 году окончил Горьковскую хоровую капеллу мальчиков (в настоящий момент Нижегородский хоровой колледж им. Л. К. Сивухина).
В 1992 году окончил Нижегородское музыкальное училище им. М. А. Балакирева по специальности хоровое дирижирование (класс В. В. Дурандина).
В 1992—1995 годах учился в Нижегородской Государственной консерватории им. М. И. Глинки по специальности хоровое дирижирование (класс профессоров Н. И. Покровского и М. А. Саморуковой).
В 1998 году окончил Санкт-Петербургскую Государственную консерваторию им. Н. А. Римского-Корсакова по специальности хоровое дирижирование (класс профессора Е. П. Кудрявцевой).
В 2001 году по специальности оперно-симфоническое дирижирование (класс профессора Р. Э. Мартынова).

### Профессиональная деятельность
С 2000 по 2002 год — дирижёр Нижегородского театра оперы и балета имени А. С. Пушкина и приглашенный дирижёр Академического симфонического оркестра Нижегородской филармонии им. М. Ростроповича.
С 2002 по 2004 год — дирижёр Челябинского академического театра оперы и балета имени М. И. Глинки.
С 2005 по 2013 — главный дирижёр Сочинского симфонического оркестра.
С 2006 по 2009 — приглашенный дирижёр Московского театра «Новая опера» им. Е. В. Колобова.
С 2009 по 2012 — дирижёр Театра балета Юрия Григоровича Творческого объединения «Премьера» имени Л. Г. Гатова.
С 2004 года — дирижёр, а с 2012 по 2014 год — художественный руководитель и главный дирижёр Краснодарского музыкального театра Творческого объединения «Премьера» имени Л. Г. Гатова.
С 2014 года — дирижёр Московского театра Новая Опера им. Е. В. Колобова.
С 2015 года — дирижёр симфонического оркестра Российской Академии музыки им. Гнесиных, доцент кафедры оперного-симфонического дирижирования.
С 2017 года — дирижёр Центра оперного пения Галины Вишневской.

## Международная деятельность
В 2013 год программа «OperaМания» с театром Новая Опера в Австралии.
В 2016 дирижёр оперы «Богема» Дж. Пуччини на гастролях театра в Ирландии (Bord Gáis Energy Theatre, Дублин).
В 2016 и в 2017 году дирижёр на Русском балу в Лондоне, проходившем под патронажем Княгини Ольги Романовой.
В 2019 году дирижёр гала-концерт на Первом Русском балу в Китае.
В 2019 году дирижёр в Lotte Concert Hall (Сеул, Республика Корея) в концертной программе «With POSCO Opera Cala Concert».

## Репертуар
В репертуаре Андрея Лебедева свыше 60 оперных и балетных спектаклей, среди которых редко исполняемые в России:
- «Мария Стюарт» Г. Доницетти
- «Ромео и Джульетта» Ш. Гуно[15]
- «Гензель и Гретель» Хумпердинка[16]
- «Руслан и Людмила» и «Жизнь за Царя» М. Глинки[17]
- «Пассажирка» М. Вайнберга[18]
- «Игроки» Д. Шостаковича[19]

## Участие в фестивалях
Андрей Лебедев постоянный участник музыкальных фестивалей:
- Macao International Music Festival,
- Крещенский фестиваль в Новой Опере[20],
- Музыкальный фестиваль Василия Ладюка «Опера Live»[21],
- Фестиваль «Пространство оперы» Вероники Джиоевой[22],
- Международный фестиваль Ростроповича в Оренбурге[23],
- Музыкальный фестиваль «Северное Сияние» (Тромсо, Норвегия)[24],
- Оперный фестиваль «Империя оперы» (Москва)[25],
- Оперный фестиваль Пушкин-ФЕСТ (Москва)[26],
- Международный оперный фестиваль им. Галины Вишневской (Сочи)[27].

## Член жюри
Член жюри Российской национальной театральной премии «Золотая Маска» в сезоне 2016—2017.
Член жюри IV Российского конкурса вокалистов им. Валерии Барсовой (председатель жюри М. Касрашвили).

## Награды
- Лауреат Национальной театральной премии «Золотая маска» 2016 в номинации «Опера. Работа дирижёра»[30] Спектакль Ш. Гуно «Ромео и Джульетта»[31][32].
- Благодарность мэра Москвы
- Заслуженный деятель искусств Кубани[33]
- Лауреат премии фестиваля «Кубань театральная им. Куликовского»[34] в номинации «Лучшая работа дирижёра» за постановку оперетты И. Штрауса «Цыганский барон»
- Лауреат премии фестиваля «Кубань театральная им. Куликовского» в номинации «Лучшая работа дирижёра» за постановку оперетты И. Штрауса «Ночь в Венеции»